# Camponotus dimorphus
Camponotus dimorphus é uma espécie de inseto do gênero Camponotus, pertencente à família Formicidae.